# Пълзяща скала
Такса (цена) на принципа „пълзяща скала“ представлява променлива такса за продукти, услуги или данъци в зависимост от финансовите възможности на клиента.. По този начин тази такса се намалява за тези с по-ниски доходи или по-малко пари, след извършване на личните им разходи, независимо от доходите.
Бизнесът или неправителствените организации биха могли да имат различна мотивация да предлагат продукти или услуги на принципа пълзяща скала. Например желанието за благотворителност към тези с по-малка възможност да си позволят даден продукт или услуга, потенциалната възможност за данъчни облекчения при предлагане на услуги като благотворителност, възможността дори частичните приходи да да допринасят за положителен финансов баланс, желание за запазване на дългогодишни клиенти или допълнителните клиенти, които могат да се появят благодарение на препоръката от дългогодишни клиенти.
Някои бизнеси и организации биха могли да реализират печалба, чрез субсидии от други източници. Например таксуване с по-висока такса за по-заможните клиенти, грантови схеми или данъчни облекчения.
Медицинските такси могат да зависят от доходите на пациента. Андрю Карнеги е въвел такава система за неговите работници по време на Стачката от Хоумстед, 1892 г. . Някои агенции за осиновяване на деца таксуват юридически такси на принципа „пълзяща скала“, така че семейства с различни доходи да имат възможност да осиновят деца. Пълзяща скала често се прилага от адвокати, храмове и такси в образователни институции.